# Lista chorążych reprezentacji Bohemii na igrzyskach olimpijskich
Lista chorążych reprezentacji Bohemii na igrzyskach olimpijskich – lista zawodników reprezentacji Bohemii, którzy podczas ceremonii otwarcia nowożytnych igrzysk olimpijskich nieśli flagę narodową.

## Chronologiczna lista chorążych
| Lp. | Rok i miejsce                | Chorąży          | Dyscyplina            |
| --- | ---------------------------- | ---------------- | --------------------- |
| 1   | 1900, Paryż                  | brak danych      | brak danych           |
| –   | Olimpiada Letnia 1906, Ateny | brak danych      | brak danych           |
| 2   | 1908, Londyn                 | Miroslav Šustera | lekkoatletyka, zapasy |
| 3   | 1912, Sztokholm              | Jiří Kodl        | tenis                 |